# 門德爾特納 (阿拉斯加州)
門德爾特納（英語：Mendeltna）是位於美國阿拉斯加州瓦爾迪茲-科爾多瓦人口普查區的一個人口普查指定地區。根據2010年美國人口普查，該地共人口39人，而該地的面積約為1183.80平方千米。

## 地理
門德爾特納的座標為62°03′35″N 146°26′20″W / 62.05972°N 146.43889°W，而該地的平均海拔高度為741米（即2431英尺）。